# Shimano Racing/Saison 2010
Dieser Artikel listet Erfolge und Mannschaft des Radsportteams Shimano Racing in der Saison 2010 auf.

## Erfolge in der Continental Tour
| Datum   | Rennen                  | Kat. | Fahrer        |
| ------- | ----------------------- | ---- | ------------- |
| 19. Mai | 4. Etappe Tour of Japan | 2.2  | Shinri Suzuki |

## Zugänge – Abgänge
| Zugänge              | Team 2009 | Abgänge                      | Team 2010          |
| -------------------- | --------- | ---------------------------- | ------------------ |
| Yoshimitsu Hiratsuka | Neoprofi  | Tomoya Kano                  | Bridgestone Anchor |
| Jumpei Murakami      | Neoprofi  | Takayuki Abe                 | Unbekannt          |
|                      |           | Hidenori Nodera (bis 31.07.) | Karriereende       |

## Mannschaft
| Name                 | Geburtstag        | Nationalität |
| -------------------- | ----------------- | ------------ |
| Kazutaka Fukao       | 8. Mai 1981       | Japan        |
| Yūsuke Hatanaka      | 21. Juni 1985     | Japan        |
| Yoshimitsu Hiratsuka | 13. November 1988 | Japan        |
| Yoshinori Iino       | 23. Februar 1983  | Japan        |
| Jumpei Murakami      | 28. August 1985   | Japan        |
| Masahito Nakakura    | 8. Juli 1984      | Japan        |
| Shinri Suzuki        | 25. Dezember 1974 | Japan        |
| Yuzuru Suzuki        | 6. November 1985  | Japan        |